# Lijst van beelden in Amstelveen
Dit is een (onvolledige) chronologische lijst van beelden in Amstelveen. Onder een beeld wordt hier verstaan elk driedimensionaal kunstwerk in de openbare ruimte van de Nederlandse gemeente Amstelveen, waarbij beeld wordt gebruikt als verzamelbegrip voor sculpturen, standbeelden, installaties, gedenktekens en overige beeldhouwwerken.
Voor een volledig overzicht van de beschikbare afbeeldingen zie de categorie Beelden in Amstelveen op Wikimedia Commons.
| Geplaatst      | Omschrijving | Kunstenaar                           | Straat                                                      | Plaats                  | Materiaal             | Afbeelding |
| -------------- | --- | ------------------------------------ | ----------------------------------------------------------- | ----------------------- | --------------------- | ---------- |
| 1927           | Zuil met bloembak |                                      | Amsterdamseweg, Nassaupark                                  | Amstelveen              | steen                 |            |
| 1948           | De barmhartige Samaritaan                                                                                                | Piet Peters                          | Dorpsstraat 76, aan het herbouwde oude raadhuis             | Amstelveen              | roodbruin natuursteen |            |
| 1950           | Oorlogsmonument | Theo Bennes                          | Amsterdamseweg (tussen 44 en 60), Broersepark               | Amstelveen              | wit natuursteen       |            |
| 1951           | De gek | Lotti van der Gaag                   | Keizer Karelweg, bij Cobra Museum                           | Amstelveen              |                       |            |
| 1955           | Aalscholver | Theo Bennes                          | Michiel van Miereveldlaan                                   | Amstelveen              | steen                 |            |
| 1955           | Zwaan | Theo Bennes                          | Mr. G. Groen van Prinstererlaan                             | Amstelveen              | steen                 |            |
| 1958           | Moeder en kind | Nic Jonk                             | Keizer Karelweg                                             | Amstelveen              | brons                 |            |
| 1960           | De Baadster | Charles Weddepohl                    | Dr. C. Lelyplantsoen                                        | Amstelveen              |                       |            |
| 1960           | Judoka's | Pieter de Monchy                     | Keizer Karelweg / Bella Donna                               | Amstelveen              |                       |            |
| 1962           | Drie Kleine Kleutertjes                                                                                                  | Hubert van Lith                      | Benderslaan-Van der Leeklaan                                | Amstelveen              |                       |            |
| 1962           | Lama | Theresia van der Pant                | Appellaan                                                   | Amstelveen              |                       |            |
| 1962           | Het Zwijn | Karl Pelgrom                         | Binnenhof                                                   | Amstelveen              | brons                 |            |
| 1962           | Schaftende arbeiders | Hans Bayens                          | van der Hooplaan                                            | Amstelveen              | brons                 |            |
| 196            | Concentratie | Pieter d'Hont                        | Augustinuspark                                              | Amstelveen              | brons                 |            |
| 1965           | Moeder Aarde | Nico Onkenhout                       | Dijkgravenlaan                                              | Amstelveen              | natuursteen           |            |
| 1965           | Moeder met kind | Hans Bayens                          | Populierenlaan, bij 't Huis aan de Poel                     | Amstelveen              | brons                 |            |
| 1965           | Koffiedrinker | Titus Leeser                         | Binnenhof                                                   | Amstelveen              | brons                 |            |
| 1966           | Waterplastiek | Kiek Bak                             | Westelijk Halfrond                                          | Amstelveen              | brons                 |            |
| 1967           | Sportbeeld | Eric Claus                           | Van der Hooplaan                                            | Amstelveen              | brons                 |            |
| 1967           | Vadermonument | Nynke Schepers                       | Zorgvlied                                                   | Amstelveen              | brons                 |            |
| 1969           | Betje Wolff en Aagje Deken (BW/AD)                                                                                       | Hans Bayens                          | Amsteldijk Zuid                                             | Nes aan de Amstel       | brons                 |            |
| 1971           | Steigerend paard | Arthur Spronken                      | Florence Nightingalelaan                                    | Amstelveen              | brons                 |            |
| 1971           | Drie ganzen | Hein Vree                            | Bankrashof                                                  | Amstelveen              | brons                 |            |
| 1972           | Verschuivingen | Ben Guntenaar                        | Westelijk Halfrond                                          | Amstelveen              | kalksteen             |            |
| 1973           | Drie heksen | Eric Claus                           | Westelijk Halfrond                                          | Amstelveen              | brons                 |            |
| 1974           | Getordeerd | Rudolf Wolf                          | Rembrandtweg                                                | Amstelveen              | roestvrij staal       |            |
| 1975           | Cyrano de Bergerac | Arie Teeuwisse                       | Stadsplein                                                  | Amstelveen              | brons                 |            |
| 1977           | Steigerende tors | Arthur Spronken                      | Beneluxbaan                                                 | Amstelveen              |                       |            |
| 1979/2003/2019 | Turftrapster | Pieter de Monchy                     | Stationsstraat (voorheen Dorpsstraat 36, voor de Dorpskerk) | Amstelveen              | brons                 |            |
| 1988           | Alexandra en Han | Frank Rosen                          | Stadsplein                                                  | Amstelveen              | brons                 |            |
| 1994           | Indië-monument | Ella van de Ven                      | Molenweg, Broersepark                                       | Amstelveen              | brons                 |            |
| 1998           | Buste van Martin Schröder                                                                                                | Pieter de Monchy                     | Amsteldijk Zuid, bij de Kruitmolen                          | Ouderkerk aan de Amstel | brons                 |            |
| 2001           | The Fountain | Karel Appel                          | Sandbergplein, bij Cobra Museum                             | Amstelveen              | brons                 |            |
| 2001           | Windbloemig | Heringa en Van Kalsbeek              | Keizer Karelweg                                             | Amstelveen              | brons                 |            |
| 2002           | Stervende soldaat | Leonie Molenaar                      | Broersepark                                                 | Amstelveen              | brons                 |            |
| 2002           | De Soldaat | Leonie Molenaar                      | Broersepark                                                 | Amstelveen              | brons                 |            |
| 2002           | Eendjes voeren | Marijke Cosse                        | Broersepark                                                 | Amstelveen              | brons                 |            |
| 2003           | Katvogel of De Vliegende Kat                                                                                             | Corneille                            | Keizer Karelweg, in vijver achter Cobra Museum              | Amstelveen              |                       |            |
| 2004           | Zonder titel | Jan Verschoor                        | vijver bij winkelcentrum Groenhof                           | Amstelveen              | brons                 |            |
| 2004           | Zonder titel (keramische zuilen)                                                                                         | Jan Snoeck                           | Laan van Langerhuize (ABN-AMRO)                             | Amstelveen              | keramiek              |            |
| 2005           | Constructie | Rob Maingay                          | Keizer Karelweg                                             | Amstelveen              | brons                 |            |
| 2005           | Speelvis | Jeltje van Houten                    | Vijverlaan                                                  | Amstelveen              | brons                 | Speelvis   |
| 2006           | Pieter de Monchy | John Verhagen                        | Stadsplein                                                  | Amstelveen              | brons                 |            |
| 2006           | Boomstoel | onbekend                             | Broersepark                                                 | Amstelveen              | hout                  |            |
| 2006           | onbekend | onbekend                             | Broersepark                                                 | Amstelveen              | hout                  |            |
| 2006           | onbekend | onbekend                             | Broersepark                                                 | Amstelveen              | hout                  |            |
| 2007           | Monsieur Hulot (^) | Joost van den Toorn                  | Stadstuinen                                                 | Amstelveen              |                       |            |
| 2008           | Ton Lutz | John Verhagen                        | Stadsplein                                                  | Amstelveen              | brons                 |            |
| 2008           | Het lint | Jeltje van Houten, Nicole van Buuren | Dr. C. Lelyplantsoen, Keizer Karelweg                       | Amstelveen              | mozaïek               |            |
| 2008 ?         | Jongen met boek | Dick Stins                           | Suze Groeneweglaan                                          | Amstelveen              | brons                 |            |
| 2012           | Birth of change | Serge Verheugen                      | Amsterdamse Bos                                             | Amstelveen              | hout                  |            |
| 2013           | Kampvuur | Wilhelmus Vlug                       | Uilenstede                                                  | Amstelveen              | kunststof             |            |
| 2013           | Muurschildering Schildering van de plint van studentenflat 2-16 in vijf tinten rood met als centraal thema Uilen.        | Colourcastle                         | Uilenstede                                                  | Amstelveen              | verf                  |            |
| 2013           | Wijsheden Natuurstenen straatstenen waarin wijsheden zijn uitgespaard. Hier afgebeeld: We don't know what we don't know. | Onbekend                             | Uilenstede                                                  | Amstelveen              | natuursteen           |            |
| 2013/14        | Verwantschappen Een van de elf beelden afgebeeld                                                                         | Serge Verheugen                      | Amsterdamse Bos                                             | nabij Buitenveldert     | hout                  |            |
| 2014           | Miraculous Gardener | Elly de Jong                         | in vijver achter Cobra Museum bij Dr Lelyplantsoen          | Amstelveen              |                       |            |
| 2018           | ZT.AmstBos 2018 | Tom Claassen                         | Amsterdamse Bos                                             | Amstelveen              | hout                  |            |
| 2019           | Na sluitingstijd | Klaas Gubbels                        | Burgemeester Wiegelweg                                      | Amstelveen              |                       |            |
| 2018           | Keramiek bedden, bankjes en bokkesprongpaaltjes                                                                          | Jan Snoeck                           | Stadsplein                                                  | Amstelveen              | keramiek              |            |
| 2019           | Zandbakversiering | Jan Snoeck                           | Branding bij 1                                              | Amstelveen              |                       |            |
| 2023           | de Bal en 'de Weerspiegeling' (11 ballen)                                                                                | Cindy Bakker                         | Wijkpark Middenhoven                                        | Amstelveen              |                       |            |
| ?              | Herdenkingskruis | A. Andrea                            | bij Urbanuskerk, Amsteldijk Zuid 144                        | Nes aan de Amstel       | wit natuursteen       |            |
| ?              | |                                      |                                                             | Ouderkerk aan de Amstel |                       |            |
| ?              | onbekend | onbekend                             | Stadsplein                                                  | Amstelveen              |                       |            |
| ?              | Vlammenspiraal | onbekend                             | Uilenstede                                                  | Amstelveen              |                       |            |
| ?              | Der Bogen (De Boog) | Armando                              | Stadstuin                                                   | Amstelveen              |                       |            |